# 은하대백과사전
은하대백과사전은 아이작 아시모프의 장편소설 《파운데이션》에 등장하는 가상의 백과사전이다. 주인공 해리 셀던이 인류의 문명을 보존을 위해 설립한 파운데이션에서 편찬하게 되었다.
더글러스 애덤스의 《은하수를 여행하는 히치하이커를 위한 안내서》 시리즈에도 동명의 백과사전이 종종 등장하였다.

## 같이 보기
- 위서 (문헌학)
- 행성간 인터넷
- 역사 시대
- 웹 아카이빙